# Tour Elithis Arsenal
Pour les articles homonymes, voir Tour Elithis.
La Tour Elithis Arsenal est une tour de logements à énergie positive situé dans l'écoquartier de l'Arsenal à Dijon. Le projet qui est réalisé par les groupes Elithis et Arte Charpentier est soutenu par la ville de Dijon, la communauté d'agglomération du Grand Dijon (aujourd'hui Dijon Métropole) et la société publique locale Aménagement de l’Agglomération Dijonnaise (SPLAAD). 
Le projet a été présenté pour la première fois à l'occasion du salon de l'immobilier d'entreprise (SIMI) en décembre 2013 par Thierry Coursin (directeur général de la SPAALD), François Decoster (architecte-urbaniste coordinateur du projet, l'AUC), Thierry Bièvre (PDG du groupe Elithis) et Antonio Frausto (architecte associé Arte Charpentier Architectes).

## Le projet
Le projet est situé dans l'écoquartier de l'Arsenal, site de l’ancien établissement du matériel des armées et des anciennes minoteries dijonnaises, soit une emprise totale de 12,6 hectares proches du centre-ville de Dijon.  
Il consiste à bâtir un de trois parties distinctes composées :
- D'un socle d’îlot accueillant des bureaux, des commerces de proximité et des parkings
- De trois bâtiments de logements d'une surface habitable totale d’environ 2 284 m2
- D'une tour de logement à énergie positive de 18 étages, d'une hauteur de 60 m[4] et d'une surface habitable totale d’environ 3 860 m2.

Il s'agit de la deuxième tour du groupe Elithis dans la ville après la première tour de bureaux à énergie positive au monde,.
Le 12 septembre 2019, le PDG du groupe Elithis Thierry Bièvre a annoncé, lors de la célébration de l'anniversaire de la première tour à énergie positive, le projet de construction de la nouvelle tour dans le quartier de l'arsenal d'ici 2023.
Le 29 avril 2020 est annoncé, par l'intermédiaire d'un communiqué de presse, que les sociétés Elithis et Catella vont lancer les premières tours résidentielles à « énergie positive » de 5000 m² à Dijon et Saint-Etienne.
Le 29 octobre 2021 se déroule la pose de la première pierre.
Le 5 octobre 2023, l'inauguration de la tour a lieu en présence de Franck Robine, préfet de la Côte-d'Or, François Rebsamen, maire de Dijon, Thierry Bièvre, président d'Elithis, Xavier Jongen, directeur général de Catella RIM, et Jérôme Legall, architecte du cabinet Arte Charpentier.